# Sphaerodactylus roosevelti
Sphaerodactylus roosevelti — вид геконоподібних ящірок родини Sphaerodactylidae. Ендемік Пуерто-Рико. Вид названий на честь губернатора Пуерто-Рико Теодора Рузвельта молодшого.

## Опис
Довжина гекона Sphaerodactylus roosevelti (без врахування хвоста) становить 33-39 мм. Спинні луски великі, помітно кілеподібні, сплющенні, перекривають одна одну.

## Поширення і екологія
Sphaerodactylus roosevelti мешкають в прибережних районах на півдні Пуерто-Рико, а також на сусідньому острівці Каха-де-Муертос. Вони живуть в сухих тропічних лісах і чагарникових заростях, в прибережних заростях, серед опалого листя і під камінням, на висоті до 100 м над рівнем моря. Відкладають яйця.

## Збереження
МСОП класифікує стан збереження цього виду як близький до загрозливого. Sphaerodactylus roosevelti загрожує знищення природного середовища. 